# Chintila
Chintila (zm. prawdopodobnie w 639) – król Wizygotów w latach 636-639.
Objął rządy w niewyjaśnionych okolicznościach. W czasie jego panowania odbył się piąty Synod w Toledo, na którym zostały uchwalone postanowienia dotyczące nietykalności władcy i jego następców. Było to pierwszą próbą stosowania ekskomuniki przez biskupów względem osób, które sprzeciwiały się władzy.